# 대전광역시차량등록사업소
대전광역시차량등록사업소(大田廣域市車輛登錄事業所, Daejeon Vehicle Registration Office)는 대전광역시의 자동차 등록 및 검사업무를 처리하기 위하여 대전광역시청 산하에 설치된 사업소이다.
사업소장은 지방서기관으로 보한다.

## 조직
소장
- 사무장
  - 관리담당
  - 등록담당
  - 세무담당
  - 검사담당
- 분소